# Хасан ибн Саббах
Хаса́н ибн ас-Сабба́х или Хаса́н ибн Сабба́х (перс. حسن صباح‎‎, араб. حسن الصباح‎‎; 1037[…], Кум, Государство Сельджукидов — 12 июня 1124, Аламут, Низаритское исмаилитское государство) —  основатель Низаритского исмаилитского государства и его военной группировки фидаинов, известной как «ассасины».

## Биография

### Ранняя жизнь и обращение в исмаилизм
Его полное имя, по Рашид ад-Дину, — Хасан ибн Али ибн Мухаммед ибн Джафар ибн аль-Хусейн ибн Мухаммед ас-Саббах аль-Хамйари/Химйари Йемени; по Джувейни — Хасан ибн Али ибн Мухаммед ибн Джафар ибн ал-Хусейн ибн Мухаммед [ибн] ас-Саббах ал-Хамйари/Химйари; по Ибн аль-Асиру — Хасан ибн ас-Саббах аль-Йемени ар-Рази. Отец Хасана, вёл происхождение, по Рашид ад-Дину, от доисламских химяритских правителей Йемена, по Мирхонду — из деревни около Туса в Хорасане. Источники дают противоречивые указания о месте рождения Хасана. Э. Браун, В. А. Иванов, Л. В. Строева на основе сообщения Джувейни считают, что он родился в Рее, М. Ходжсон, И. П. Петрушевский и Ф. Дафтари — в Куме, куда Али ас-Саббах переселился из Куфы.
На Востоке была широко распространена легенда «о трёх товарищах по медресе», согласно которой Хасан, Низам аль-Мульк и Омар Хайам вместе учились в Нишапуре у имама Муваффака. Друзья дали клятву, что тот из них, кто добьётся в жизни бо́льшего успеха, поможет остальным. Когда Низам аль-Мульк стал визирем сельджукского султана, Хасан благодаря его покровительству получил должность при дворе, но затем был изгнан по оговору визиря, опасавшегося соперничества. Убийство Низам аль-Мулька, совершённое по приказу главы низаритов, считали личной местью последнего. Историческая недостоверность этой легенды была доказана в XIX веке Э. Брауном, обратившим внимание, что Низам аль-Мульк родился значительно раньше и Хасана ас-Саббаха и Омара Хайама.
В действительности, Хасан учился в медресе Рея, и первое образование получил в рамках традиций шиитов-двунадесятников, к которым принадлежала его семья. В Рее, крупном центре исмаилитской пропаганды (так называемая да’ва или дават — «призыв»), юный Хасан встретил местного исмаилитского да’и Амирэ Зарраба (ар.-перс. зарраб — «чеканщик монет»), который ознакомил его с исмаилитским учением и заронил сомнение в правильности веры отцов. Общаясь с да’и Абу Наджмом Сарраджем (ар. саррадж — «шорник», «седельщик»), подробно отвечавшим на его вопросы, Хасан уверился в истинности исмаилитской доктрины. Проповедник Му’мин принял Хасана в ряды исмаилитов и тот принёс обет верности ('ахд) исмаилитскому имаму того времени — фатимидскому халифу аль-Мустансиру (1036—1094).

### Путешествие в Египет
Прибывший в мае-июне 1072 года в Рей ‘Абд аль-Малик ибн Атташ, главный да’и на сельджукских территориях в Западной Персии, обратил внимание на новообращённого и назначил его своим помощником (наиб). В 1074/75 г. Хасан сопровождал Ибн Атташа в Исфахан, тайный центр исмаилитов Персии, где оставался до 1076/1077 г. Затем, по указанию Ибн Атташа, он отправился в столицу Фатимидов Каир, видимо, для продолжения образования или знакомства с исмаилитскими авторитетами. Следуя из Исфахана через Азербайджан, Хасан прибыл в Мийафарикин, где вошёл в конфликт с местным кади. Он был изгнан из города за то, что публично оспаривал право индивидуума, не имама, толковать религиозные установления. Через Мосул и Рахбу он достиг оазиса Гута, окружающего Дамаск. Кратчайший путь преградил тюркский военачальник Оксыз, поэтому Хасану пришлось поехать кружным путём через прибрежные Бейрут, Сайду и Акку в Кейсарию. Отплыв на корабле из Мины, Хасан спустя семь дней достиг Тинниса, затем Мемфиса, и 30 августа 1078 года прибыл в Каир. Он оставался в Египте до января 1080 г., сначала в Каире, затем в Александрии.
В 1060-е годы Фатимидская держава переживала глубокий кризис. В 1062 г. близ Каира столкнулись между собой различные армейские группировки (берберы, тюрки, дейлемиты); тюркские войска восстали против халифа и в 1068/1069 г. разграбили дворцы и библиотеки столицы; низкий уровень воды в Ниле (1065—1072 гг.) вызвал голод среди населения. Аль-Мустансир призвал из Сирии состоявшего на службе у Фатимидов армянского военачальника Бадра аль-Джамали, который в 1074 году подавил восстание тюрок силами армянских войск. Бадр аль-Джамали в течение двадцати лет являлся фактическим правителем государства, занимая одновременно посты визиря, командующего армиями (амир аль-джуйуш) и, с 1078 года, главы эмиссаров (да’и ад-ду’ат). Однако, несмотря на все усилия, он не мог удержать в руках фатимидов сирийские владения, и к 1079 г. Дамаск уже был столицей сельджукского княжества.
О пребывании Хасана в Египте источники доносят сомнительные или противоречивые сведения. По Рашид ад-Дину, высокопоставленные деятели устроили ему по прибытии торжественную встречу; согласно Ибн аль-Асиру и некоторым другим средневековым историкам, Хасан удостоился аудиенции у халифа аль-Мустансира, а по сведениям Рашид ад-Дина и Джувейни, восходящим к Саргузашт-и Саййидна, Хасан не виделся с халифом, но тот был о нём осведомлён и неоднократно хвалил. Вероятно, и торжественная встреча и аудиенция у халифа — события вымышленные, так как Хасан «был молодой практикант, вероятно, мало кому известный, и официальные лица едва ли побеспокоились почтить его помпезной церемонией».

### Возвращение в Персию
Пока Хасан был в Каире, учился и проповедовал, он навлёк на себя неудовольствие главнокомандующего армией, Бадра аль-Джамали. Возможно, это было результатом того факта, что Хасан поддержал Низара, старшего сына исмаилитского имама — халифа аль-Мустансира, в качестве следующего имама. Хасан был ненадолго заключён в тюрьму Бадром аль-Джамали. Обрушение минарета тюрьмы было воспринято как предзнаменование в пользу Хасана, и он был немедленно освобожден и депортирован. Корабль, на котором он путешествовал, потерпел крушение. Он был спасен и доставлен в Сирию. Путешествуя через Алеппо и Багдад, он закончил свое путешествие в Исфахане в 1081 году.
Теперь жизнь Хасана была полностью посвящена миссии. Хасан много гастролировал по всей Персии. В северной Персии, соприкасаясь с южным берегом Каспийского моря, находятся горы Эльбурс. Эти горы были домом для народа, который традиционно сопротивлялся попыткам как арабского, так и тюркского порабощения; это место также было домом шиитов. Известие о деятельности этого исмаилита дошло до Низам аль-Мулька, который послал своих солдат с приказом схватить Хасана. Хасан уклонился от них и углубился в горы.

### Создание государства
В 1090 году исмаилиты хитростью заняли неприступную крепость в долине Аламут, расположенной между Иранским нагорьем и побережьем Каспийского моря (к северо-востоку от города Казвин). Почву для захвата подготовил исмаилитский проповедник Хусейн Каини, обративший многих жителей Аламута. Сельджукский комендант крепости Алави Махди действовал неуверенно. Сначала он заявил, что принимает исмаилизм, затем выслал исмаилитов из крепости, позже снова впустил их. К этому времени его приказам уже никто не подчинялся. Сам Хасан, вступив в крепость 4 сентября, выписал коменданту берат (обязательство) на три тысячи золотых динаров и позволил ему уйти. Эмир Юрюн-Таш, владетель Аламута, попытался вернуть крепость в свои руки, но исмаилитам удалось после тяжёлой осады удержать её. В феврале-марте 1092 года султан Мелик-шах отправил против ас-Саббаха и его приверженцев войска эмира Арслан-Таша, которые осадили Аламут в июне-июле. В крепости было не более 60—70 человек и мало продовольствия. Хасан был вынужден обратиться за помощью к своим сторонникам в Казвине, которые, собрав отряд в 300 человек, в сентябре-октябре внезапно атаковали осаждающих и обратили их в бегство.
В 1091/1092 году успехом увенчалось восстание исмаилитов в Кухистане, где в их руки со временем перешли города Каин, Тун, Туршиз, Заузан, Табас, Хур, Хусп и другие. После захвата сельджукских городов и крепостей ас-Саббах назначал их кутвалами (наместниками) своих сторонников; отменялся ряд налогов, податей и повинностей, введённых в сельджукидском государстве. Гулям султана Кзыл Саруг осадил крепость Дару, но прекратил военные действия в связи со смертью Мелик-шаха (ноябрь 1092 года). В 1099/1100 г. тайный сторонник Хасана раис Музаффар Мустоуфи передал ему крепость Гирдкух близ Дамгана.
Хасан умер в 1124 году; его преемником стал Кийа Бузург-Умид. Государство ас-Саббаха после его смерти просуществовало ещё 132 года.

### Учение
Учение Хасана ас-Саббаха известно как да’ват-и джадид («новый призыв»).

### Личная жизнь
Хасан известен своим аскетичным и строгим религиозным образом жизни. Сообщается, что он покидал свои жилые помещения в замке Аламут только дважды, чтобы подняться на крышу.
У Хасан ас-Саббаха, вероятно, была одна жена, две дочери и два сына. Жена и дочери Хасана были отправлены в Гирдкух как безопасное место во время кампании Ширгира против Аламута; они так и не вернулись. Они жили за счёт прядения.

## В массовой культуре
- Бетти Бутуль опубликовала популярную книгу на французском языке под названием «Великий мастер ассасинов» (Le grand maître des assassins) о Хасане ибн Саббахе в 1936 году[16].
- Роман Владимира Бартола «Аламут» 1938 года основан на приходе Хасана к власти[17][18].
- Является одним из главных героев романа Марины Степновой «Хирург».
- В книге Бориса Акунина "Яма" главный злодей Э.П. Фон Дорн ссылается на Хасана, как своего учителя. По сюжету Э.П. Фон Дорн написал произведение, в котором излагает собственное видение истории Хасана ибн Саббаха. Одна из частей "Ямы" представлена как чтение вслух автором своего произведения.
- У британской спейс-рок группы Hawkwind есть песня под названием «Hassan I Sahba» на её альбоме 1977 года Quark, Strangeness and Charm[19].
- Хасан ибн Саббах часто упоминается под прозвищем «Горный старец» во многих романах Уильяма С. Берроуза, включая «Нова Экспресс», «Города красной ночи», «Пространство мёртвых дорог» и «Западные земли».
- Изображён в турецком телесериале «Пробуждение: Великие Сельджуки» в исполнении известного актёра Гюркана Уйгуна[20][21].
- Хасан, играет важную роль во вселенной Assassin’s Creed[источник не указан 841 день].
- Хасан, играет важную роль во вселенной Fate[источник не указан 841 день][22][23][24].
- Изображён в египетском сериале «Ассасины (телесериал)» режиссёра Питера Мими.